# 芃蒂瓦·薩空查諳
芃蒂瓦·薩空查諳（1993年4月21日—），小名Mint，為女子團體G-TWENTY的成員之一，現為泰國第7電視台旗下女演員及模特。代表作有《愛的使命之怦然心動》、《愛的使命之親愛的皇家海軍》及《美裡藏針》等。

## 生平
Mint於1993年4月21日出生於泰國春武里府，曾用名芭塔瑪芃·薩空查諳與芭蘭米塔·薩空查諳，小名Mint。高中畢業於Singsamut School，大學於蘭實大學的新聞與大眾傳播學院主修公共關係與企業傳播學系。

## 演藝經歷
2010年，Mint於"Miss Gossip Girl 2010"競賽中獲得季軍後，成為Mono Music (Junior)的練習生，隨後成為女子團體"G-TWENTY"的一員，發行了專輯〈"ของฟรีไม่มีในโลก"〉（Ain’t Nothing Free）及〈"ไม่พูดก็ได้ยิน"〉（Unspoken Word）。
2016年，Mint透過徵選成功加入泰國第7電視台，以演員的身分活動，於2017年在戲劇《愛的使命之怦然心動》中亮相。

## 影視作品

### 電視劇
| 首播年份 | 戲名                         | 戲名   | 播放平台 | 角色                        | 備註 |
| 首播年份 | 譯名                         | 原文名 | 播放平台 | 角色                        | 備註 |
| 2017年   | 《愛的使命之怦然心動》       |        | Ch7HD    | Peeracha （Pee）            | 配角 |
| 2017年   | 《Wakhwam Tam Rak》          |        | Ch7HD    | Muadao                      | 主演 |
| 2017年   | 《愛的使命之親愛的皇家海軍》 |        | Ch7HD    | Peeracha （Pee）            | 配角 |
| 2019年   | 《魔力鑽石》                 |        | Ch7HD    | Marisa                      | 配角 |
| 2019年   | 《男子漢之心》               |        | Ch7HD    | Krajeab                     | 配角 |
| 2019年   | 《美裡藏針》                 |        | Ch7HD    | Liu Lu Lan                  | 配角 |
| 2019年   | 《愚鈍的愛》                 |        | Ch7HD    | Maneeya Subsomboon （Toei） | 主演 |
| 2020年   | 《情鏈》                     |        | Ch7HD    | Gaweena （Na）              | 配角 |
| 2020年   | 《影子功德》                 |        | Ch7HD    | Anongnat （Nong）           | 配角 |
| 2021年   | 《空中劫盜》                 |        | Ch7HD    | Phueng                      | 主演 |
| 2022年   | 《縈念》                     |        | Ch7HD    | Araya                       | 主演 |
| 2022年   | 《甜蜜之禁》                 |        | Ch7HD    | Thida                       | 客串 |
| 2022年   | 《維瑪拉的圈套》             |        | Ch7HD    | Gaweena （Na）              | 客串 |
| 2023年   | 《叢林之火》                 |        | Ch7HD    | Ploy                        | 配角 |
| 2023年   | 《猶如天陽消逝》             |        | Ch7HD    | Namfon                      | 主演 |
| 2024年   | 《山影之虎》                 |        | Ch7HD    |                             | 配角 |

### 單元劇
| 首播年份 | 戲名         | 戲名   | 播放平台 |
| 首播年份 | 譯名         | 原文名 | 播放平台 |
| 2018年   | 《老天有眼》 |        | Ch7HD    |
| 2018年   | 《老天有眼》 |        | Ch7HD    |
| 2019年   | 《老天有眼》 |        | Ch7HD    |
| 2020年   | 《老天有眼》 |        | Ch7HD    |
|          | 《老天有眼》 |        | Ch7HD    |

## 外部連結
- 芃蒂瓦·薩空查諳於Channel 7的簡介 （页面存档备份，存于）（泰文）
- 芃蒂瓦·薩空查諳的Instagram帳戶（泰文）